# Geoffrey A. Landis
Geoffrey A Landis, född 18 maj 1955 i Detroit, är en amerikansk astronom och science fiction-författare. 
Landis är doktor i fysik och var bland annat medlem i teamet som ansvarade för rovern på Mars Pathfinders uppdrag. 
Som författare har han har vunnit både Nebulapriset och Hugopriset.